# André Marceau

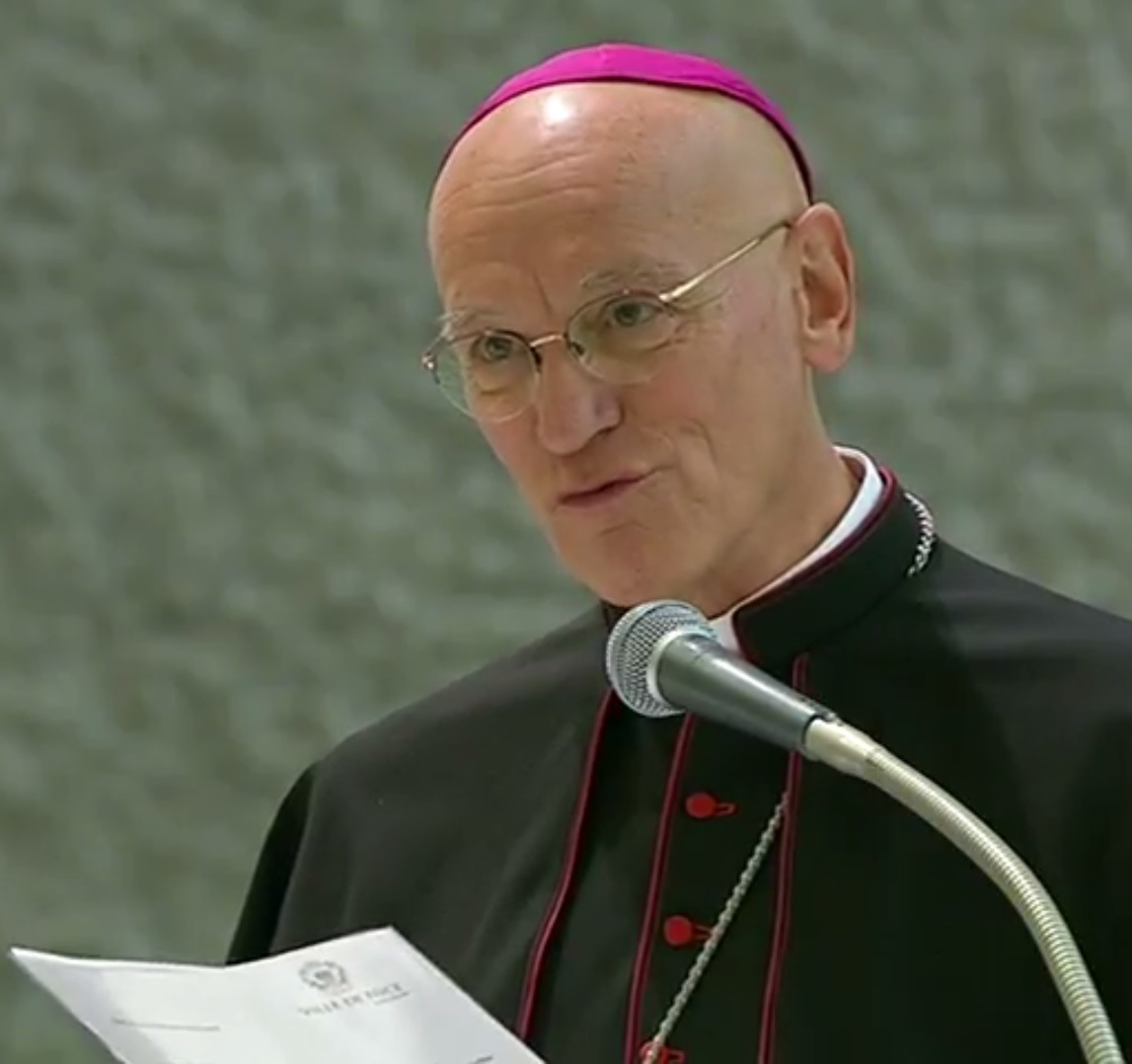
André Marceau

Bischofswappen von André Marceau.

André Marceau (* 5. Mai 1946 in Cérons) ist ein französischer Geistlicher und emeritierter römisch-katholischer Bischof von Nizza.

## Leben
André Marceau schrieb sich 1964 in das Priesterseminar von Bordeaux ein und empfing am 25. März 1972 die Priesterweihe. Zunächst war er in der Gemeinde Saint-Vincent de Mérignac tätig. Ab 1982 war er in Bordeaux Leiter der Abteilung für Katechismus, ehe er 1992 zum Bischofsvikar und 2003 zum Generalvikar des Erzbistums Bordeaux berufen wurde.
Papst Johannes Paul II. ernannte ihn am 13. Januar 2004 zum Bischof von Perpignan-Elne. Der Erzbischof von Bordeaux, Jean-Pierre Ricard, spendete ihm am 7. März desselben Jahres die Bischofsweihe; Mitkonsekratoren waren Guy Marie Alexandre Thomazeau, Erzbischof von Montpellier, und André Louis Fort, Bischof von Orléans. In der französischen Bischofskonferenz wurde Marceau Mitglied des Rats für den interreligiösen Dialog.
Papst Franziskus ernannte ihn am 6. März 2014 zum Bischof von Nizza. Die Amtseinführung fand am 11. Mai desselben Jahres statt.
Am 9. März 2022 nahm Papst Franziskus das von André Marceau aus Altersgründen vorgebrachte Rücktrittsgesuch an.